# Вентспилсский замок
Ве́нтспилсский за́мок (латыш. Ventspils viduslaiku pils), историческое название — Виндавский замок (нем. Schloß Windau) — самый крупный и наиболее сохранившийся орденский замок на территории Латвии, расположенный в Вентспилсе. Замок отреставрирован и превращен в музей.

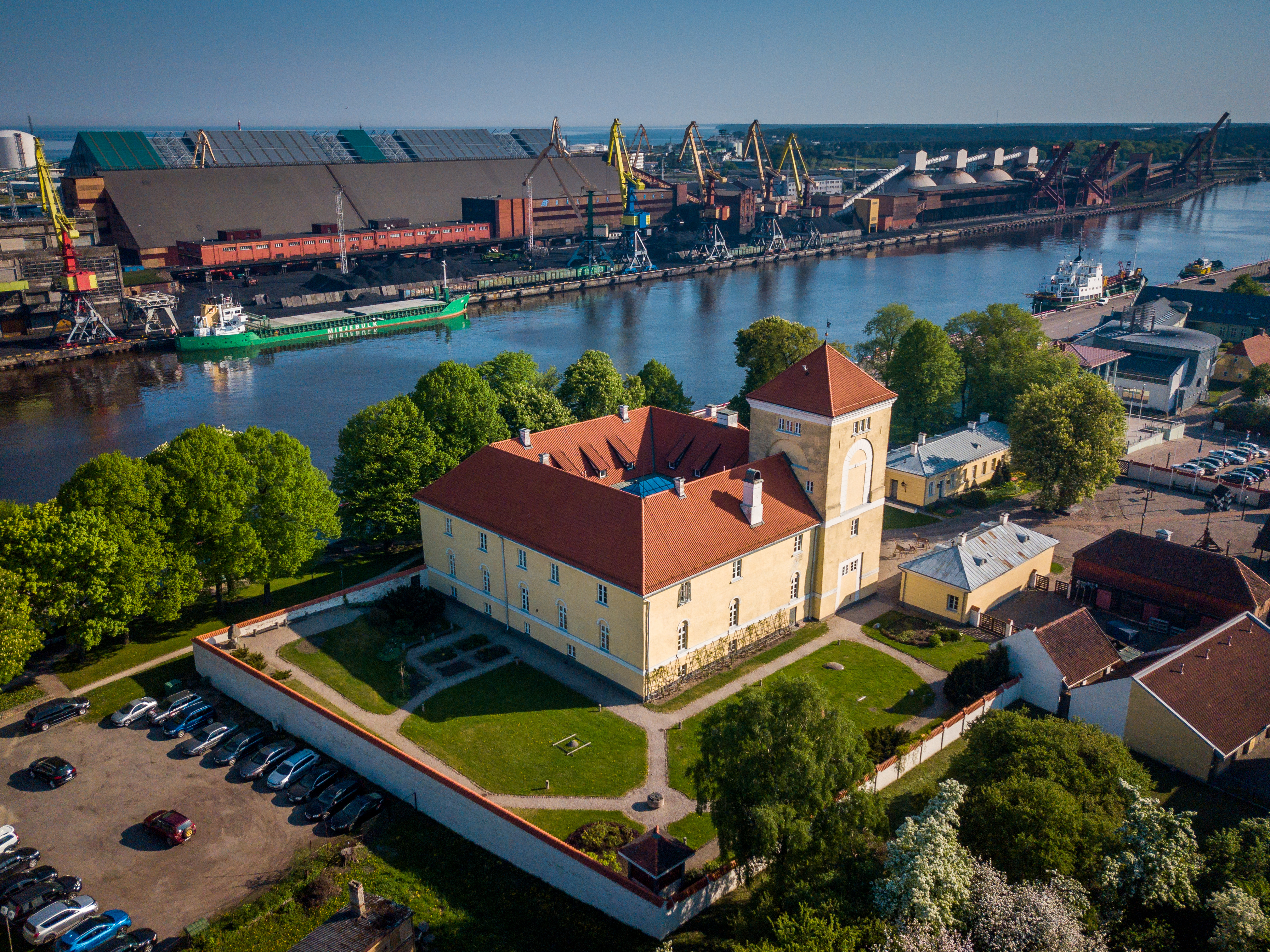
Вид с воздуха

## История
Замок построен в 1290 году на южном берегу реки Вента в 1 км от Балтийского моря. В замке находились резиденция комтура, запасы продовольствия и вооружения для обеспечения войск, в случае начала военных действий. В XIV веке замок приобрёл современный вид. В 1451 году гарнизон замка состоял из 7 рыцарей во главе с комтуром, не считая обслуги. Замок серьёзно пострадал в ходе польско-шведской войны (1659—1660). С 1798 по 1802 год в замке размещался русский Софийский полк мушкетёров. В 1832 году замок был превращён в тюрьму, которая просуществовала до 1959 года. В 1845 году в северо-восточном помещении замка была освящена православная церковь (закрыта в 1928 году). В 1977 году произведена реставрация замка.

## Архитектура
Первоначально замок представлял огороженную стеной площадку 32 на 33 метра с квадратной в плане башней 10 на 10 метров. В XIV веке стена замка стала стеной двухэтажных построек со внутренним двором. Постройки замка включали капеллу, зал собраний, спальни, трапезную. В XV веке надстроен третий этаж. Башня также была достроена и превращена в маяк.